# Metoda 5W2H
Metoda 5W2H este o metodă cu ajutorul căreia se pun întrebări pentru colectarea datelor cu privire la un proces sau o problemă care trebuie soluționată. Structura sa face ca toate aspectele unui subiect să fie luate în considerare. Denumirea metodei provine de la inițialele cuvintelor englezești: WHO (Cine), WHAT (Ce), WHEN (Când), WHERE (Unde), WHY (De ce), HOW (Cum), HOW MUCH (Cât de mult). O variantă a metodei este 5W1H, în care nu mai apare ultima întrebare. În conformitate cu principiul metodei 5W2H un raport de analiză a unui proces sau asupra definirii unei probleme de soluționat poate fi considerat complet dacă răspunde la întrebări care încep cu un cuvânt interogativ simplu, din categoria celor sus-menționate.

## Situații de utilizare a metodei
5W2H este utilizată cel mai frecvent în următoarele cazuri:
- la analiza unui proces, cu scopul de a identifica oportunități de îmbunătățire;
- când se presupune că există o problemă, sau a fost identificată o problemă ce trebuie mai bine definită;
- când se planifică un proiect sau etapele acestuia ce necesită colectarea de date;
- când se revizuiește un proces după ce a fost terminat;
- în jurnalism, când se scrie un articol sau o prezentare.[1]

## Procedura de utilizare
Elementul primar al procedurii constă în colectarea unei cantități cât mai mari de informații asupra problemei apărute sau procesului analizat.
1. Pentru fiecare tip de interogație se formulează întrebări corespunzătoare despre situație. Conținutul tipic al întrebărilor este prezentat la sfârșitul acestei proceduri.
2. Se răspunde la fiecare întrebare.
3. Pasul următor al procedurii depinde de situația concretă:
- dacă se planifică un proiect, întrebările și răspunsurile vor fi utilizate pentru a crea planul preconizat;
- la analiza unui proces pentru a identifica oportunități de îmbunătățire, întrebările și răspunsurile vor fi utilizate pentru a impulsiona alte  întrebări despre schimbări posibile;
- dacă se definește o problemă, întrebările și răspunsurile trebuie formulate pentru a ajuta la analiza cauzei problemei.
- dacă se pregătește un articol, un raport sau o prezentare (în jurnalism) răspunsurile la întrebări se includ în conținut.

La terminarea aplicării procedurii 5W2H se poate verifica dacă răspunsul final obținut este legat logic cu problema (după principiul cauză-efect).
Exemplu de întrebări tipice referitoare la procese:
Cine?            Cine acționează? Cine este implicat? Cine sunt operatorii care au dificultăți?
Ce ?             Ce s-a făcut? Ce este esențial?
Când?            Când a început această activitate? Când se finalizează?
Unde ?           Unde s-a efectuat această activitate? Unde apare problema în proces?
De ce?           De ce se face așa? 
Cum?             Cum se procedează? În ce mod sau situație a apărut problema? 
Cât de mult?     Cât costă?
Metoda 5W2H este un tip de listă de verificare, dar în care trebuie formulate și întrebările. Întrebarea „Cât de mult” sau „Cât de mulți” poate fi utilizată pentru costurile în procese, timpul necesar sau resurse necesare.